# Váci székesegyház
A váci Nagyboldogasszony-székesegyház (gyakran váci dóm) a Váci egyházmegye széktemploma, a Vác-Alsóvárosi egyházközség plébániatemploma, Magyarország egyik legnagyobb katedrálisa a (Schuszter) Konstantin téren. 1761 és 1777 között épült klasszicista és késő barokk stílusban. Tervezője az osztrák Isidore Canevale.

## Története

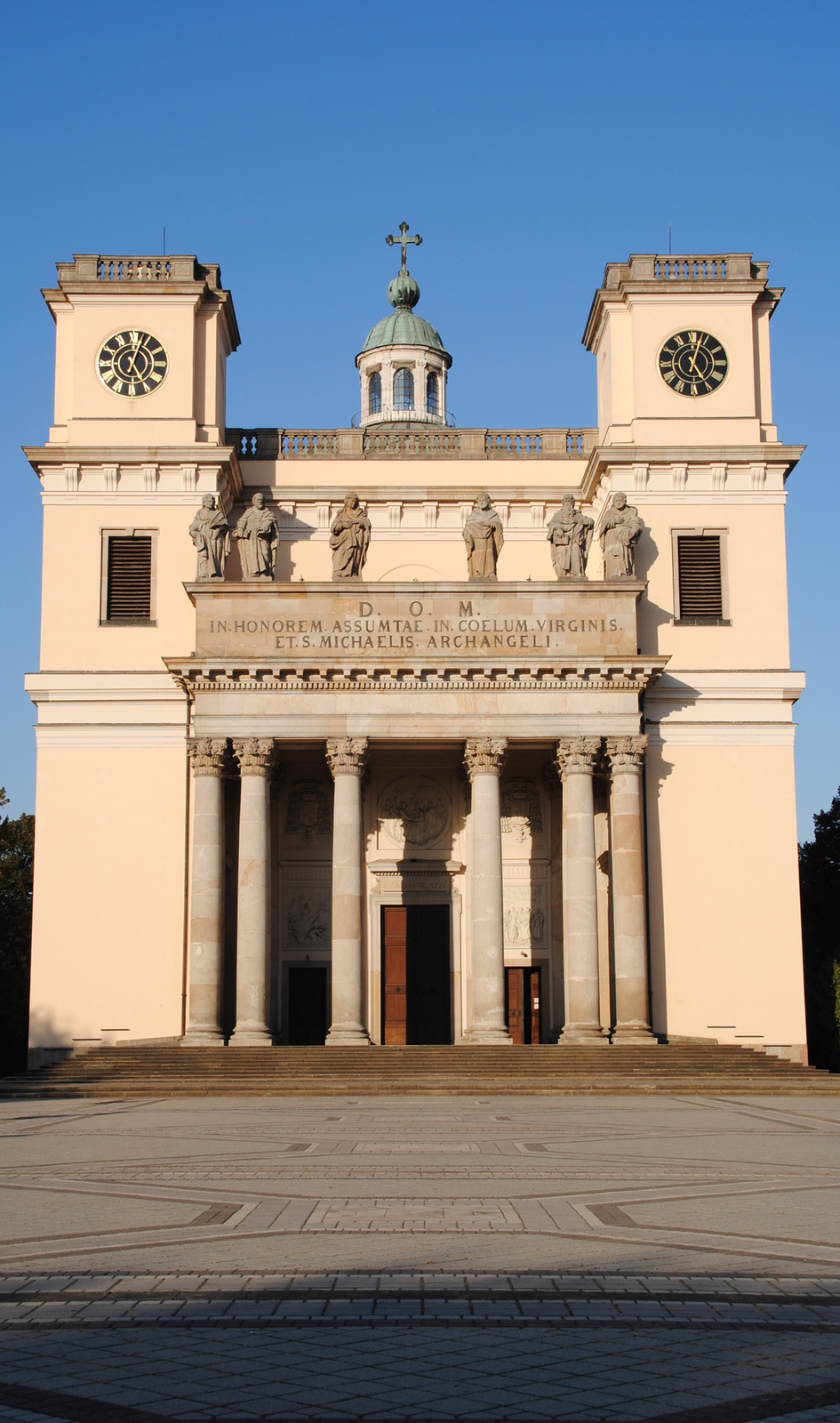
A dóm főhomlokzata

A székesegyház tervezéséről Eszterházy Károly püspök döntött. Vác ekkor kétpólusú város volt, egymástól palánkkal elválasztott területen magyarok és németek laktak. Eszterházy a két városrész határán álló palánkot elbontatta, és itt alakította ki a Konstantin teret, a dóm későbbi helyét, mely ez időben jóval beépítetlenebb volt, mint manapság.
Az osztrák Franz Anton Pilgramnak adott megbízást a tervezésre, mely tervben díszes, késő barokk, kéttornyú templom állt, ami a római Szent Péter-bazilikához hasonlóan oszlopos kőkolonnáddal csatlakozott volna a téren álló egyházi intézményekhez, a papneveldéhez és a püspöki palotához, amelyek szintén ebben az időben épültek.
Később Eszterházyt Egerbe hívták püspöknek, az új váci püspök pedig Migazzi Kristóf lett, akinek kevésbé tetszettek Pilgram tervei. Az építkezés azonban már megkezdődött az alapok lerakásával, ezért a püspök az olasz–francia–osztrák építészt, Isidore Canevalét kérte fel, hogy az 1761-ben lerakott alapokra tervezzen egy, az eredetinél jóval kevesebb költséget kívánó székesegyházat. Canevale a korabeli francia „forradalmi építészetnek” megfelelően képzelte el az épületet. A művezető Oswald Gáspár piarista szerzetes volt, aki egyébként a kecskeméti nagytemplom tervezője is egyben. Az építkezés a jó anyagi háttér miatt gond nélkül és gyorsan folyt, így 1772-ben sor kerülhetett a felszentelésre. A belső berendezések 1777-ben készültek el.

## Az épület

### Külső
A város ünnepélyes terén, a Konstantin téren áll a monumentális székesegyház, mely épülettömbjével már messziről felhívja magára a figyelmet. Kelet-nyugat tengelyben épült, kéttornyos főhomlokzata nyugat felé, a Duna irányába néz, amely a városképben elfoglalt igen kedvező pozíciójához jelentősen hozzájárul. Maga az épület a forradalmi építészet talán egyetlen magyarországi példája, mely követőket nem talált. Főleg klasszicista jegyek figyelhetők meg rajta, de a főhomlokzati oszlopcsoport, az ezek fölött lévő szobrok valamint a laterna még a barokk szellemiségét tükrözi.
A székesegyház méreteit tekintve kiemelkedő: külső hossza 72 méter, szélessége 34 méter, a kupola 55 méter magas. A süveg nélküli, kőbábos korláttal záródó tornyok 38 méter magasak. A homlokzat előtt található, az oszlopokat közrefogó tornyok háromszintesek, melyek közül az elsőn a lépcsőház, a másodikon a harangok, a harmadikon pedig a tűzzománc, három és fél méteres számlapú, fekete alapon aranyozott, római számokkal ellátott, ütős toronyóra foglal helyet. A toronyórát a Rancz Lajos tulajdonában álló Rancz Első Magyar Toronyóragyár Kft. készítette. A főhomlokzat díszes: hat eltérő ritmusú oszloppár által tartott főpárkányon a székesegyház titulusai olvashatóak. A D.O.M. felirat a latin „Deo Optimo Maximo” („a legfőbb istennek szentelve”) rövidítése, melyet a látogatók gyakran a templom püspöki székhely voltára utaló dóm szóként értelmeznek. A feliratsor felett, az attika zárópárkányán Bechert József váci szobrászmester által alkotott szobrok láthatók: középen Szűz Mária és Szent József, oldalaikon négy apostol figurája (balról jobbra Evangélista Szent János, Szent Péter, Szent Pál, Idősebb Szent Jakab).

### Belső

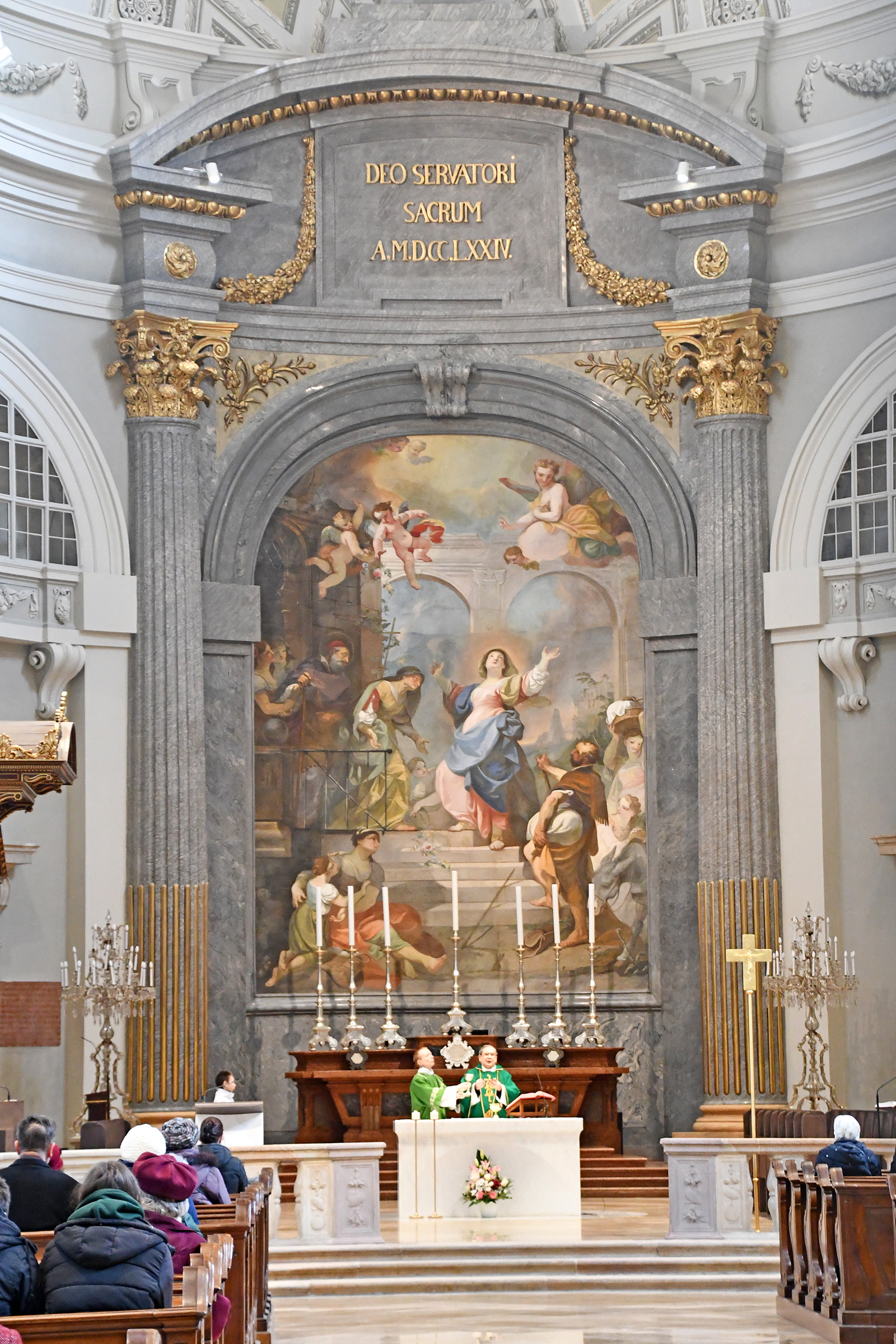
A székesegyház főoltára

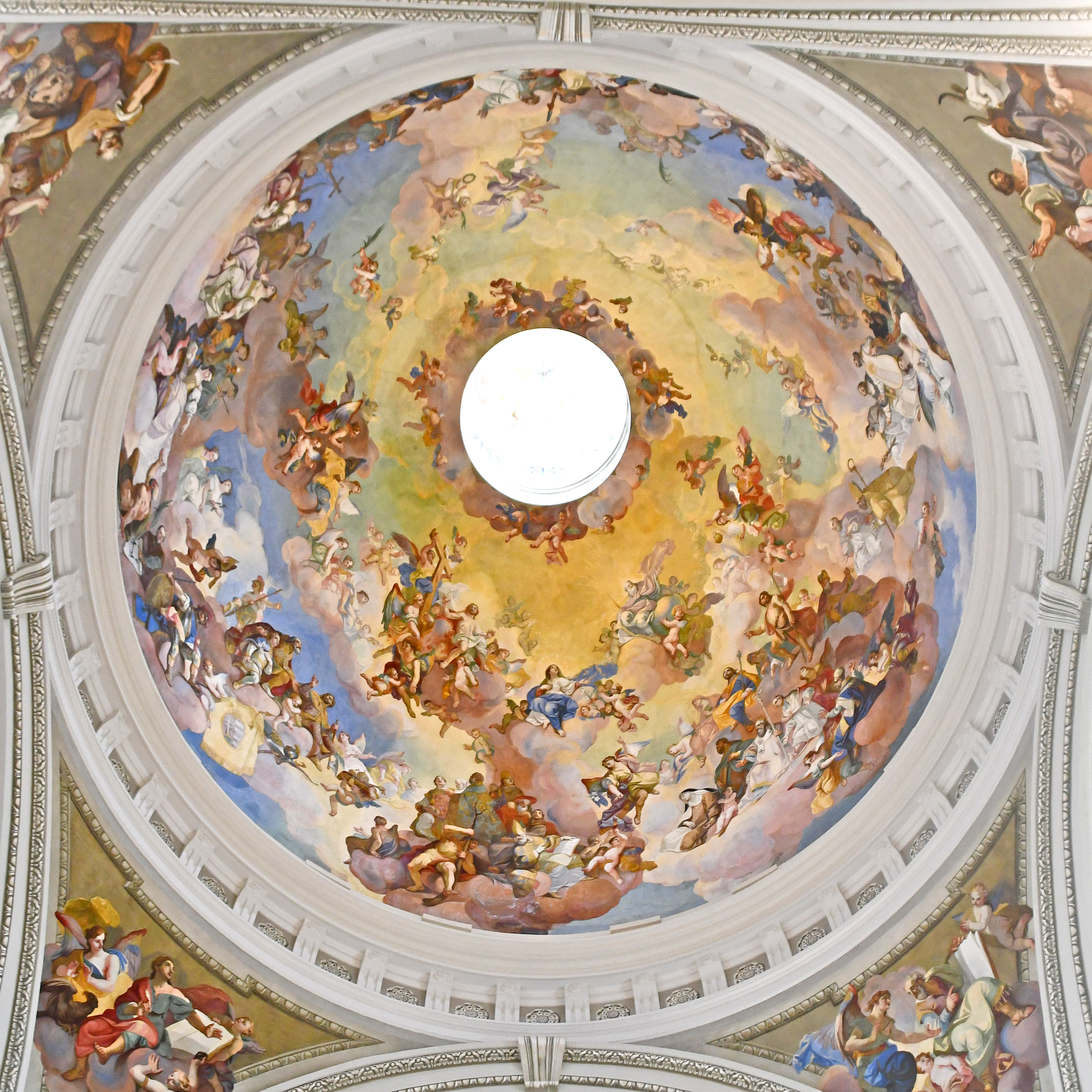
Maulbertsch barokk kupolafreskója

A dóm belseje meglepően világos, a katolikus templombelsőkhöz viszonyítva, több helyen is felfedezhetjük a forradalmi építészet jegyeit. A tér a kórustól a szentély felé haladva fokozatosan kitágul, majd a szentélynél összeszűkül. Méreteit tekintve 60 méter hosszú, 28 méter széles, közel 50 méter magas. Összesen mintegy 5000 személy befogadására alkalmas, az ülőhelyeinek száma 278. A berendezés, illetve a falak freskói késő barokk stílusban készültek. A kórus, a jelentős hangversenyek hangszeréül szolgáló orgonával, a bejárat felett húzódik, és hat korinthoszi oszlopon nyugszik. Az orgonakarzat felett borda nélküli keresztboltozat, majd impozáns kupola, diadalív, ismét keresztboltozat, illetve a szentély fölé boruló félkupola fedi a belsőt. A falakat az egész teremben korinthoszi féloszlopok kísérik. A főoltárkép Szűz Mária Szent Erzsébetnél tett látogatását, a vizitációt, a kupolafreskó pedig a Szentháromság diadalát ábrázolja. Mindkettőt a kor neves művésze, Franz Anton Maulbertsch alkotta. A főoltárkép egyébként mintegy 170 éven keresztül nem volt látható, mivel nem sokkal elkészülte után Migazzi egy olajfestménnyel eltakartatta, és csak a XX. század negyvenes éveiben szabadíttatta ki Pétery püspök a teológiai szempontból valóban nem teljesen korrekt, ám gyönyörű képet. A szentélykorlát részben a török időkben elpusztult reneszánsz székesegyházból származó eredeti darabokból készült. A dóm alatt altemplom húzódik, ahol három csoportban püspökök, kanonokok és világiak nyugszanak.

### Harangok
Öt harang lakik a tornyokban.

#### A déli (jobb oldali) toronyban
- Püspöki nagyharang: Tömege 3738 kg, alsó átmérője 191 cm, a0 hangú. Mivel az ablakok szélessége 189 cm, csak az ablakok kivésésével tudták a nagyharangot beemelni, a vésés nyomai a mai napig láthatóak. Az ország kilencedik legnagyobb harangja, Pest vármegyében a legnagyobb. Szlezák László öntötte Budapesten 1936-ban az első világháborúban elvitt 4377 kg-os nagyharang helyett, Hanauer Árpád István püspök adományozta Buda visszafoglalásának 250. évfordulójára. Szűz Mária, a Keresztények Segítsége[1] tiszteletére szentelték. Latin felirata: SANCTA MARIA, AUXILIUM CHRISTIANORUM ORA PRO NOBIS! Azaz: Szűz Mária, keresztények segítsége, könyörögj érettünk! Palástján négy dombormű látható: Hunyadi János, I. Lipót császár, XI. Ince pápa, XI. Pius pápa.

A négy dombormű alatt körbefutó felirat: 
STEPHANUS EPISCOPUS ME FUNDERE FECIT ARTE LADISLAI SZLEZÁK ANNO REPARATAE SALUTIS MCMXXXVI. Magyarul így hangzik: ISTVÁN PÜSPÖK ÖNTETETT ENGEM SZLEZÁK LÁSZLÓ MŰVÉSZETE ÁLTAL, AZ ÜDVÖSSÉG HELYREÁLLÍTÁSÁNAK 1936. ÉVÉBEN
Magyar nyelvű felirata: HŐS HUNYADINK GYŐZELMÉT ZENGI A DÉLI HARANGSZÓ, MINT A KERESZTÉNYSÉG NAGY DIADALMI JELÉT. HARMADFÉL SZÁZADJA LERÁZTA HAZÁNK A POGÁNYSÁG JÁRMÁT, S FÖLSZABADULT ÍM BUDAVÁRA S HAZÁNK. ÉRC NYELVEM FOLYTON HIRDESSE IDŐTLEN IDŐKIG ISTEN IRÁNT HÁLÁNK, S MÁRIA SZENT NEVEDET.
Másik oldalon: ZENGEM SZENT NEVEDET, MINT ZENGÉ EGYKORON ŐSÖM ÉRC SZAVA A TÖRÖKÖN DIADALMÁT NÁNDORI HŐSNEK: HUNYADINAK, S HADI NÉPÉNEK, KINEK ÉGI SEGÉLYÉRT HOZZÁD ESDENI HÍV CALLIXTUS PÁPA PARANCSA S MINT ÖRÖK ESDEKLÉS SZÁLLJON SZŰZ MÁRIA HOZZÁD MOST SZAVAM: ÉRTED SZENT ISTVÁNNAK RÉGI HAZÁJA.
"ÖNTÖTTE ÉS FELSZERELTE SZLEZÁK LÁSZLÓ MAGYARORSZÁG ARANYKOSZORÚS HARANGÖNTŐ MESTERE BUDAPESTEN."

#### Északi (bal oldali) toronyban
- Szent István-harang: 725 kg-os, 111 cm alsó átmérővel rendelkezik, f1 hangú. Keszthelyi Ferenc megyés püspök készíttette Gombos Miklós harangöntőnél 2001-ben Őrbottyánban. A második világháborúban elvitt harang pótlására készült.

Felirata: 
ISTEN DICSŐSÉGÉRE, A VÁCI EGYHÁZMEGYE ALAPÍTÓJÁNAK SZENT ISTVÁN KIRÁLYNAK TISZTELETÉRE ÖNTETETT ENGEM KESZTHELYI FERENC VÁC MEGYÉSPÜSPÖKE. ÖNTÖTTE GOMBOS MIKLÓS HARANGÖNTŐ MESTER ŐRBOTTYÁNBAN. VÁC, 2001
A másik oldalon Keszthelyi Ferenc püspöki címere látható.
Ez a harang szólal delente és esténként is.
- Szent Mihály-harang: 540 kg tömegű és 98 cm átmérőjű, gisz1 hangú. Szlezák László öntötte Budapesten, 1932-ben.

Felirata: SANCTI MICHAELIS ARCHANGELI HONORIBUS ET IMPENSIS MICHAELIS DVORNIKOVICS EPPI. VAC. ANNO 1696. FUSAM REFUNDI CURAVIT AUGUSTINUS DE ROSKOVÁNYI EPPUS VACIENSIS 1856. ITERUM REFUNDI STEPHANUS HANAUER EPPUS VACIENSIS 1932. ÖNTÖTTE SZLEZÁK LÁSZLÓ HARANGÖNTŐ, MAGYARORSZÁG ARANYKOSZORÚS MESTERE BUDAPESTEN.
A harag másik oldalán Szt. Mihály főangyal képe van.
- Szent László-harang: 255 kg-os, 78 cm átmérőjű, a1 hangú. Gombos Miklós őrbottyáni mester öntötte 2001-ben. Ez is a második világháborúban elvitt harang pótlása.

Felirata: ISTEN DICSŐSÉGÉRE, CSODATEVŐ SZENT LÁSZLÓ KIRÁLYUNK EMLÉKEZETÉRE ÖNTETETT ENGEM VÁC FELSZENTELT PÜSPÖKE KESZTHELYI FERENC. ÖNTÖTTE GOMBOS MIKLÓS HARANGÖNTŐ MESTER ŐRBOTTYÁNBAN. VÁC, 2001
A harang másik oldalán Szt. László király hermájának képe látható.
- Szent Bertalan-lélekharang: 115 kg tömegű, 58 cm átmérőjű, e2 hangú, Szlezák László öntötte, 1932-ben.

Felirata:ANTECESSOREM MEUM BELLUM :1914-1918: VASTAVIT
IN HONOREM SANCTI BARTHOLOMAEI 
CAROLUS BAKSAY SS. THEOLOGIAE DOCTOR, 
ELECT EPISCOPUS PRAEPOS. MAIOR CAPITULI VACIENSIS. 
FUNDI CURAVIT ANNO DOMINI 1932. 
SANCTE BARTHOLOMAEI ORA PRO NOBIS!
ÖNTÖTTE SZLEZÁK LÁSZLÓ HARANGÖNTŐ, 
MAGYARORSZÁG ARANYKOSZORÚS MESTERE BUDAPESTEN.
A harang másik oldalán Szt. Bertalan apostol képe van.